# Штырков, Владимир Иванович
Владимир Иванович Штырков (1926, Челябинск, Уральская область — 1972) — советский хоккеист, защитник, нападающий, тренер.

## Биография
Воспитанник челябинского хоккея. За «Дзержинец» Челябинск провёл четыре сезона (1947/48 — 1949/50, 1952/53), играл за «Дзержинец-2» (1951/52).
Тренер «Авангарда-2» Челябинск (1954/55-1955/56), СК ЧТЗ. Первый старший тренер «Салавата Юлаева» Уфа (1961/62-1962/63), тренер в школе СК «Салават Юлаев» (1963—1972).
Сын Николай также играл в хоккей.